# Lintot
Lintot è un comune francese di 473 abitanti situato nel dipartimento della Senna Marittima nella regione della Normandia.

## Storia

### Simboli
Lo stemma è stato creato nel 2002 dal Conseil Français d'héraldique. I due leopardi sono ripresi dalla bandiera normanna.

## Società

### Evoluzione demografica
Abitanti censiti